# Auburn (Nebraska)
Auburn is een plaats (city) in de Amerikaanse staat Nebraska, en valt bestuurlijk gezien onder Nemaha County.

## Demografie
Bij de volkstelling in 2000 werd het aantal inwoners vastgesteld op 3350.
In 2006 is het aantal inwoners door het United States Census Bureau geschat op 3226, een daling van 124 (-3,7%).

## Geografie
Volgens het United States Census Bureau beslaat de plaats een oppervlakte van
4,0 km², geheel bestaande uit land. Auburn ligt op ongeveer 318 m boven zeeniveau.

## Plaatsen in de nabije omgeving
De onderstaande figuur toont nabijgelegen plaatsen in een straal van 16 km rond Auburn.